# Elezioni parlamentari in Kazakistan del 2007
Le elezioni parlamentari in Kazakistan del 2007 si sono tenute il 18 agosto.

## Risultati
| Liste                                     | Voti      | %     | Seggi |
| ----------------------------------------- | --------- | ----- | ----- |
| Nur Otan                                  | 5.247.720 | 88,41 | 98    |
| Partito Socialdemocratico Nazionale       | 269.310   | 4,54  | -     |
| Partito Democratico «Ak Žol»              | 183.346   | 3,09  | -     |
| Partito Socialdemocratico Kazako «Auyl»   | 89.855    | 1,51  | -     |
| Partito Popolare Comunista del Kazakistan | 76.799    | 1,29  | -     |
| Partito dei Patrioti del Kazakistan       | 46.436    | 0,78  | -     |
| Partito Ruchanijat                        | 22.159    | 0,37  | -     |
| Totale                                    | 5.935.625 |       | 98    |

- Sono ammesse alla ripartizione dei seggi le liste che abbiano ottenuto almeno il 7% dei voti.